# Stasys Lazutka
Stasys Lazutka (ur. 7 maja 1923, zm. 6 lipca 2009) – litewski historyk. 
W latach 1941–1946 służył w oddziałach Armii Czerwonej. Po powrocie do kraju ukończył studia na Wydziale Historii Wileńskiego Uniwersytetu Państwowego (1950) oraz obronił dysertację kandydacką w Akademii Nauk Społecznych przy KC KPZR dotyczącą sytuacji rewolucyjnej na Litwie w latach 1859–1862 oraz przesłanek wybuchu powstania styczniowego. W 1974 uzyskał stopień doktora za pracę naukową poświęconą I Statutowi Wielkiego Księstwa Litewskiego. 
W 1948 podjął pracę jako wykładowca WUP, którą z krótkimi przerwami kontynuował aż do przejścia na emeryturę w 2000. W latach 1959–1963 był prorektorem uczelni ds. naukowych. W 1977 uzyskał tytuł profesora WUP. 
Zaangażowany w działalność partyjną od 1945 do 1990 pozostawał członkiem KPZR. W latach 1951–54 stał na czele Wydziału Kultury i Nauki KC KPL. W latach 1954–63 pozostawał członkiem KC KPL. 
W 1981 uhonorowany nagrodą państwową Litewskiej SRR. W 1995 otrzymał Litewską Nagrodę Naukową. 
Jest bratem Pranasa i Valentinasa oraz synem Juozasa Rimantasa i Andriusa Lazutków. 

## Wybrane publikacje
- Sytuacja rewolucyjna na Litwie w latach 1859-62, Wilno 1961 (jęz. rosyjski)
- Statut Litewski - Kodeks feudalny Wielkiego Księstwa Litewskiego (monografia w jęz. rosyjskim, 1973)
- Pirmasis Lietuvos Statutas: Paleografinė ir tekstologinė nuorašų analizė (wraz z Edvardasem Gudavičiusem, 1983)
- Pirmasis Lietuvos Statutas. Dzialinskio, Lauryno ir Ališavos nuorašų faksimilės (wraz z Edvardasem Gudavičiusem, 1985)
- Pirmasis Lietuvos Statutas. Tekstai senąja baltarusių, lotynų ir senąja lenkų kalbomis (1991)
- Vytauto Didžiojo 1388 metų privilegija žydams (wraz z E. Gudavičiusem, 1993)
- Lietuvos metrika (1528-1547), 6-oji Teismų bylų knyga, Wilno 1994
- Lietuvos metrika (1522-1530) 4-oji Teismų bylų knyga (XVI a. pabaigos kopija), Wilno 1997
- Leonas Sapiega: Gyvenimas, valstybinė veikla, politinės ir filosofinės pažiūros (1998, wyd. białoruskie w 2004)
- Pirmasis Lietuvos Statutas (1529 m.) = Первый Литовский Статут (1529 г.): Zamoiskių ir Firlėjų rankraščių nuorašų paleografija ir faksimilės, Wilno 2007